# 留盆镇
留盆镇，是中华人民共和国河南省驻马店市汝南县下辖的一个乡镇级行政单位。

## 行政区划
留盆镇下辖以下地区：
留盆社区、殷湾村、前徐村、何庄村、杨寨村、冯湾村、老冯村、孙庄村、王庄村、朱楼村、大余村、田庄村、冀店村、户庄村、周庄村、大冀村、王桥村、杨集村、冯亮村和后韩村。